# 松元理人
松元 理人（まつもと ただひと、1952年3月9日 - ）は、日本のアニメーションプロデューサー。元スタジオさきまくら代表取締役社長。鹿児島県出水市出身。
かつてはトムス・エンタテインメント専務取締役（最終役職）であった。

## 経歴
1974年9月に東京ムービーに入社し『元祖天才バカボン』等で制作進行を務めた。その後、『ムーの白鯨』の等の制作担当を経てプロデューサーに昇格すると『ルパン三世 PARTIII』以降のルパン三世シリーズや『チエちゃん奮戦記 じゃりン子チエ』『わんころべえ』といった作品の企画・プロデュースを主とした。1986年2月には同社の制作部制作プロデューサーに1989年4月には子会社である東京ムービー新社に移籍し制作部長となる。1990年10月から1995年10月まで同社の取締役を務めた。同年11月に東京ムービー新社がキョクイチ（現：トムス・エンタテインメント）のアニメーション制作部門（キョクイチ東京ムービー）として吸収されると同社の理事制作本部長に就任した。
その後、2000年4月には同社の事業本部理事制作統轄部長。2001年6月には事業本部理事企画・制作スタジオ制作部長。2003年4月には取締役事業本部企画・制作スタジオ制作部長。2004年6月には取締役事業本部制作担当第一営業制作部長。2005年5月には取締役事業本部副本部長兼第一営業政策部長、トムス・フォト代表取締役社長を経て、同年11月にはトムス・エンタテインメント常務取締役に昇進。また同年12月にはテレコム・アニメーションフィルムの代表取締役会長にも就任。2006年4月にはトムス・エンタテインメント常務取締役事業本部長兼制作本部長、トムス・フォト代表取締役会長に就任。2008年に古賀督徳社長の退任に伴い専務取締役に就任。2011年もってトムスを辞し、同年4月に企画制作を専門とした子会社・スタジオさきまくらを設立した。